# Mario Rigatto
Mario Rigatto (Porto Alegre, 12 de janeiro de 1930 –  17 de janeiro de 2000), filho de Arthur Rigatto e Anna Luiza Pillmann Rigatto, foi um proeminente médico brasileiro, conhecido por sua atuação marcante na medicina cardiopulmonar e como um dos pioneiros na luta contra o tabagismo no Brasil.
Casou-se com Nair Rigatto em 27 de dezembro de 1952. Mais tarde, em 9 de outubro de 1991, iniciou uma nova etapa em sua vida ao casar-se com Helena Pitombeira.
Destacou-se como professor titular de Medicina Interna na Universidade Federal do Rio Grande do Sul (UFRGS) e como membro da Academia Nacional de Medicina. Seu legado é marcado por contribuições significativas tanto na pesquisa quanto no ensino médico, impactando diretamente a prática clínica e a formulação de políticas de saúde pública no Brasil. Seus estudos pioneiros em fisiopatologia pulmonar, especialmente no contexto de doenças respiratórias e tabagismo, estabeleceram novos paradigmas na medicina. Além disso, seu papel na criação de políticas antitabagismo e na promoção da saúde respiratória reflete um compromisso duradouro com a melhoria da saúde pública. Sua memória e impacto continuam a ser referência para profissionais que buscam excelência e inovação na medicina.

## Juventude e Formação Acadêmica
Iniciou sua trajetória educacional no Grupo Escolar General Daltro Filho, prosseguindo para o Instituto de Educação e, posteriormente, para o Colégio Estadual Júlio de Castilhos. Formou-se em Medicina pela Faculdade de Medicina de Porto Alegre em 1953, sendo parte da Turma Cinquentenária. Após a graduação, aprofundou seus estudos com estágios em renomadas instituições internacionais, incluindo a Universidade de Cornell e a Universidade de Columbia, além de realizar pós-graduação em Fisiopatologia Cardiorrespiratória pela UFRGS.

## Carreira Profissional
Mário Rigatto teve uma carreira de destaque na medicina, atuando em importantes hospitais e colaborando internacionalmente. Sua extensa produção acadêmica e as várias honrarias que recebeu refletem seu impacto duradouro na pesquisa médica.

### Carreira Médica
Iniciou sua carreira médica, em 1951, na Enfermaria 29 da Santa Casa de Misericórdia. Praticou clínica de adultos, na área de Cardiopatologia, na Santa Casa de Misericórdia, por 35 anos, e no Hospital das Clínicas da Universidade Federal do Rio Grande do Sul, por 15 anos. Em 1957, iniciou um estágio de três anos nos Estados Unidos, na universidade de Cornell e Universidade de Columbia, onde produziu pesquisas publicadas em periódicos de prestígio.

### Carreira no Magistério
Em 1961, prestou concurso de Docência Livre em Clínica Propedêutica Médica. Era, na época, o mais jovem dos seis candidatos, sendo que todos os demais haviam sido seus professores. Em razão, porém, da reforma universitária, os concursos foram suspensos, por 25 anos, na Universidade. Superado esse longo interregno, Rigatto disputaria a titularidade no primeiro concurso realizado. Agora, dos 14 candidatos, era o mais velho e todos os demais haviam sido seus alunos.
Intercalou seus compromissos no Ensino Superior, em seu Estado natal, com estágios em universidades estrangeiras: em 1958, na Universidade Cornell e, nos dois anos seguintes, na Universidade de Columbia, ambas nos EUA. Em 1966, atuou como Professor Visitante na Universidade de Londres (Reino Unido) e, a seguir, na Universidade de Estocolmo (Suécia). Na mesma condição de Professor Visitante, retornaria ao exterior em 1991, passando pelas Universidades da Pensilvânia (EUA), McMaster (Canadá) e, novamente, Universidade de Londres.
Foi Coordenador de Pós-Graduação stricto sensu, Chefe de Departamento e Vice-Reitor da UFRGS. Implantou o Conselho Superior da Fundação de Amparo à Pesquisa do RS, que presidiu durante 10 anos, e, em diversas ocasiões, prestou assessoria técnica ao CNPq, CAPES e Ministério da Saúde. Atuou como membro de diversas diretorias da Sociedade de Medicina de Porto Alegre, hoje Departamento de Medicina Interna da Associação Médica do Rio Grande do Sul (AMRIGS).
Mário Rigatto, que escreveu sobre "as mazelas de uma aula teórica mal ministrada", tinha a capacidade de encantar as plateias. Em um de seus escritos, ele afirmou: "O retorno ao simples é um imperativo em Medicina. Mas, para usar o simples, sem perda apreciável da eficiência, é preciso contar com bons profissionais. Só um bom navegante a bússola leva a porto seguro. O bom médico é aquele que usa, na rotina, processos simples, mas enriquecidos em sua capacidade de informar pela solidez de seus conhecimentos. Na formação desses conhecimentos, a tecnologia pode e deve ser utilizada em sua maior dimensão. Entretanto, em sua aplicação, a tecnologia só figurará na razão inversa da excelência do aprendizado."

### Carreira Militar

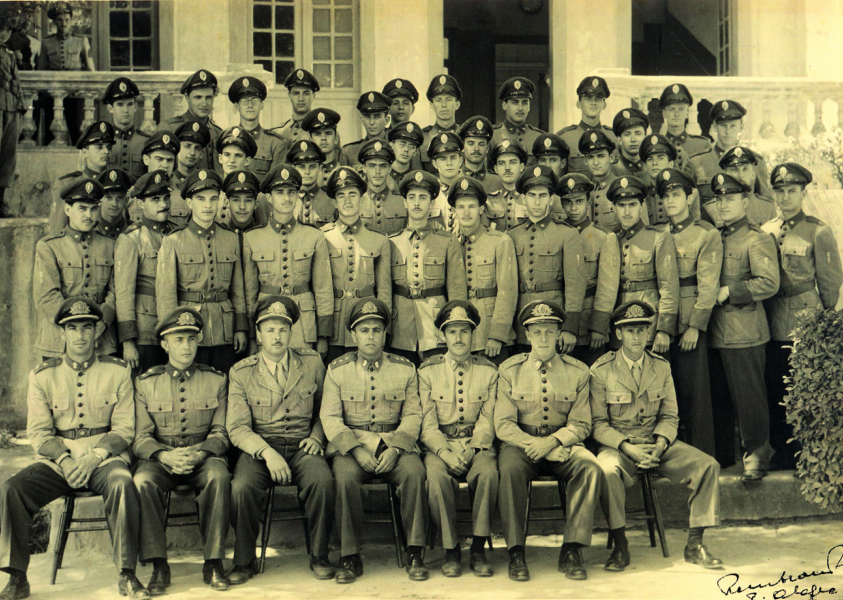
Em 1949, Mario Rigatto compunha a turma de aspirantes a oficial do Exército, no Centro de Preparação de Oficiais da Reserva (CPOR) em Porto Alegre. Aqui, com seus superiores e colegas.

O serviço militar foi uma parte significativa da vida de Rigatto, do qual se orgulhava profundamente. Em 1999, foi homenageado pelo Centro de Preparação de Oficiais da Reserva de Porto Alegre, sendo incluído na Placa do Monumento dos ex-alunos destaques.

### Títulos Quantificados
Ao longo de décadas de intenso trabalho, consolidou uma carreira notável como professor de medicina, com uma produção acadêmica e científica de grande impacto. Sua pesquisa, caracterizada por rigor metodológico e paixão pela ciência, resultou em um legado substancial, com centenas de publicações disseminadas tanto no Brasil quanto no exterior. Até outubro de 1999, Rigatto contabilizava 430 publicações nacionais e internacionais, incluindo 82 artigos completos, 147 resumos, 6 livros autorais, 57 capítulos de livros, 28 teses orientadas, 110 ensaios, 239 temas livres apresentados, 295 participações em congressos e 1.035 conferências proferidas. Este acervo representa uma das mais significativas contribuições de natureza científica e médico-social realizadas por um profissional no Brasil.
| Publicações e Atividades               | Números |
| -------------------------------------- | ------- |
| Publicações nacionais e internacionais | 430     |
| Artigos completos                      | 82      |
| Resumos                                | 147     |
| Livros autorais                        | 6       |
| Capítulos de livros                    | 57      |
| Teses orientadas                       | 28      |
| Ensaios                                | 110     |
| Temas livres apresentados              | 239     |
| Participações em congressos            | 295     |
| Conferências proferidas                | 1.035   |

### Contribuições e Pesquisa

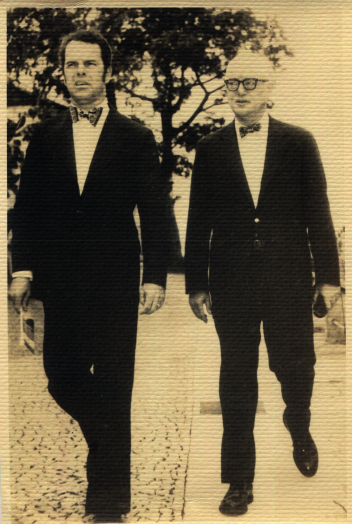
Ao lado do Dr. Alfred Fishman, com quem trabalhou na Columbia University, EUA.

Como pesquisador, Mario desenvolveu estudos nas linhas de circulação pulmonar, doença pulmonar obstrutiva crônica, tabagismo, fisiopatologia do exercício físico, equilíbrio ácido-básico e envelhecimento. Tais estudos geraram importante contribuição, que se espraia por dezenas de periódicos científicos do mundo inteiro. Uma de suas obras mais importantes é o livro “Fisiopatologia da Circulação Pulmonar”, editado em 1973, e que descreve os corações acessórios.
Igualmente relevante foi o lançamento do livro “Fogos de Bengala nos Céus de Porto Alegre – A Faculdade de Medicina Faz 100 Anos”, obra primorosa coordenada por Mário Rigatto e lançada em 1998 para comemorar o centenário da Faculdade de Medicina da Universidade Federal do Rio Grande do Sul. Esta obra destaca a importância e a história da instituição, refletindo o compromisso e a dedicação de Rigatto à academia e à medicina.

### Obras Literárias e Científicas
- "Fisiopatologia da Circulação Pulmonar" (1973): Esta obra é um marco em seus estudos sobre a circulação pulmonar, explorando os mecanismos e as disfunções que afetam o sistema cardiopulmonar. Foi uma referência importante para estudantes e profissionais da medicina.[8]
- Artigos Científicos: Mário Rigatto publicou mais de 380 artigos científicos, muitos dos quais em revistas médicas de renome internacional. Seus estudos abordaram temas como doença pulmonar obstrutiva crônica, fisiopatologia do exercício físico, equilíbrio ácido-básico, envelhecimento, entre outros. [1][9]
- Capítulos de Livros e Ensaios: Além de seus próprios livros, Rigatto contribuiu com capítulos em várias obras coletivas, trazendo sua expertise para diversas áreas da medicina. Publicou também ensaios que discutiam questões mais amplas da prática médica e da saúde pública.[1][9]
- "Os Seis Corações do Homem: Um Ensaio" (The 6 Hearts of the Man: An Essay): Este ensaio, publicado na área de cardiologia, aborda de forma reflexiva e científica as complexidades do sistema cardiovascular humano, tanto em sua dimensão física quanto simbólica. [10]
- Publicações em Periódicos Internacionais: Durante seus estágios e colaborações com universidades internacionais, Rigatto publicou em periódicos renomados nos Estados Unidos e Europa, solidificando sua reputação como um pesquisador de destaque.[9]
- Obras de Referência: Além de suas publicações médicas, Rigatto foi frequentemente citado em obras de referência e enciclopédias médicas, como "Who’s Who in the World", onde foi biografado em várias edições.[8]

### Agremiações
Era membro da Academia Sul-Rio-Grandense de Medicina e, em 1991, foi eleito para a Academia Nacional de Medicina, onde ocupou a Cadeira nº 15, patroneada por Clemente da Cunha Ferreira. Também era membro do American College of Physicians (EUA) e da Medical Research Society (Reino Unido).

## Luta Contra o Tabagismo no Brasil
Mário Rigatto foi um dos pioneiros na luta contra o tabagismo no Brasil. Sua atuação foi fundamental na criação de políticas públicas para o controle do tabaco, impactando positivamente a saúde pública. 

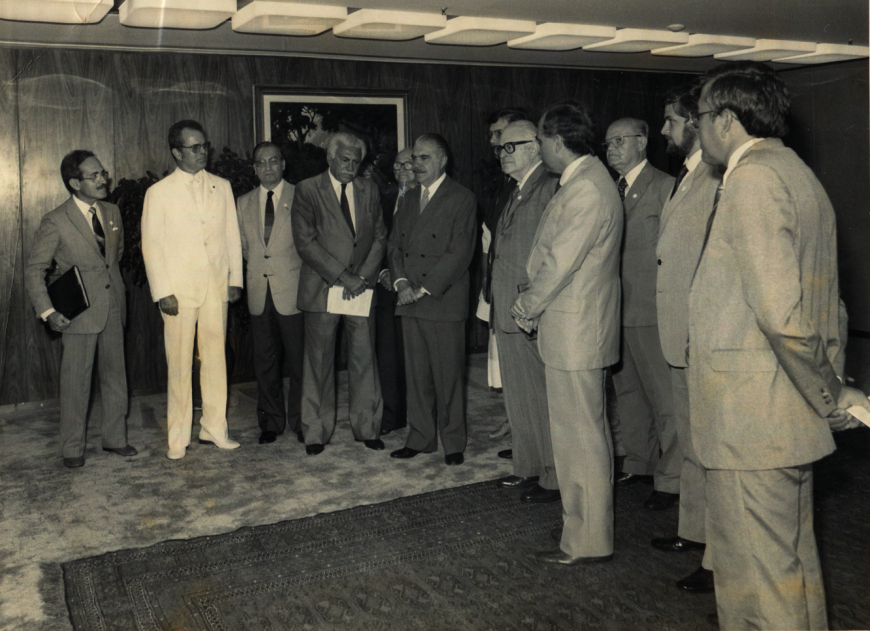
Lideranças da luta antitabagista no País visitam o presidente José Sarney

Em 1975, era lançada a primeira campanha formal de luta contra o tabagismo no Brasil, mais precisamente, na cidade de Porto Alegre. A campanha gaúcha, liderada pela AMRIGS, com a colaboração da Secretaria de Saúde e Secretaria de Educação do Estado, alcançou surpreendente sucesso. Em 1995, o Dr. Mario Rigatto, uma das autoridades médicas que se colocaram na linha de frente dessa luta, ressaltava em um artigo de jornal: “A luta antitabágica no Brasil começou com roupagem quixotesca, tamanha era a desproporção entre o poder do cartel do tabaco um dos maiores da economia mundial, e as lideranças médicas tupiniquins que o desafiavam. Mas os resultados colhidos mudaram o enredo para David e Golias. Em 20 anos de confronto, o consumo per capita de cigarros no Brasil, por brasileiros com 15 ou mais anos de idade, caiu 37% (de 1.948 para 1.074)”.
Em São Paulo, sua influência se refletiu na implementação da Lei Antifumo, que após 15 anos, resultou em uma redução de 20 a 30% nos eventos cardiovasculares no estado, mostrando o impacto duradouro de suas ações na promoção de um ambiente mais saudável para todos.
Sua contribuição foi essencial para a Política Nacional de Controle do Tabaco (PNCT) e para que o Brasil fosse um dos primeiros países a assinar a Convenção-Quadro de Controle do Tabaco (CQCT), o primeiro tratado internacional de saúde pública. 

## Honrarias e Reconhecimentos

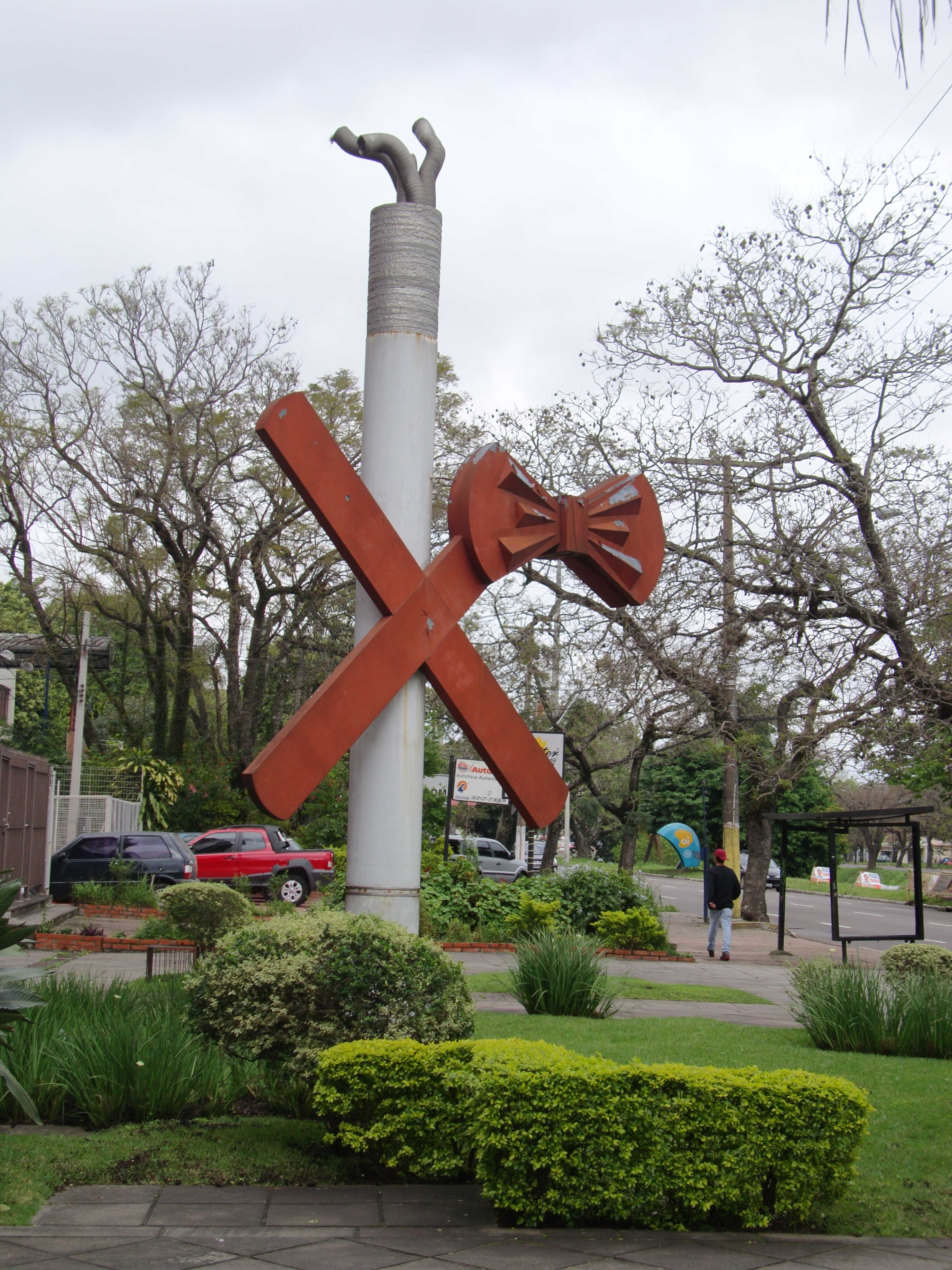
Monumento em homenagem a Mário Rigatto, criado por Glória Corbetta, apresenta um cigarro de aço pintado com um grande 'X' vermelho, simbolizando sua luta contra o tabagismo. Na ponta, uma gravata, marca registrada do médico.

Com um ritmo de trabalho tão intenso e uma produção científica tão relevante, Mário Rigatto acumulou um número impressionante de troféus e medalhas, que se alternavam com seus livros em sua sala de trabalho, testemunhando o apreço da comunidade científica e da sociedade por sua contribuição à saúde e à qualidade de vida.
A carreira de Mário Rigatto foi marcada por uma série de prêmios e honrarias que refletem seu impacto significativo na medicina e na saúde pública. Entre os reconhecimentos recebidos, destacam-se o Prêmio Nacional de Cardiologia (1968), o Prêmio Nacional de Ciências Médicas (1969) e o "Special Citation Award" da American Cancer Society (1987). Em 1988, foi agraciado com a Ordem do Mérito Médico – Classe Oficial pelo Ministério da Saúde. Seu legado também foi perpetuado com a associação de seu nome a uma nova espécie fóssil descoberta na Argentina e a várias instituições e unidades de tratamento respiratório intensivo no Brasil. Além disso, recebeu o Prêmio Academia Nacional de Medicina em 1966 e 1971, teve uma clínica pneumológica e uma unidade de tratamento intensivo nomeadas em Fortaleza e uma conferência e jornada pneumológica realizadas anualmente em Porto Alegre. Ele também foi biografado no Who in the World.
Sobre Mário Rigatto – o homem e sua obra – as publicações também se multiplicaram. Destaca-se o livro “Médicos e Sociedade – Mário Rigatto”, lançado em 1976 para comemorar o 15º aniversário do Fundo Editorial Byk-Procienx e o 100º ano de atuação da Indústria Farmacêutica Byk-Procienx no Brasil. Na apresentação, o diretor da indústria, Alois Metzler, ressaltou: “Acreditamos que poucas pessoas no Brasil estão, no momento, tão qualificadas quanto o Prof. Mário Rigatto para fazer uma análise crítica da figura do médico contemporâneo e da sociedade na qual ele se insere”. Durante 40 anos, esteve à frente do Fundo Editorial Byk como Coordenador Científico.
Outra obra que perpetua o legado do ilustre médico é o opúsculo “Mário Rigatto”, organizado por Ulisses Coelho e Helena Pitombeira e publicado pela Vitrô Editora logo após a morte de Rigatto, em 2000. No prefácio, Ulisses Coelho destaca as qualidades do homenageado: “Mário Rigatto, afetivo, amigo e apaixonado pela vida, acreditava no amor, na solidariedade, na sabedoria dos mais velhos, em um mundo sem tabaco, na atividade física, na família como base social e nos cuidados preventivos para uma vida mais longa e melhor”.
Rigatto foi homenageado em Porto Alegre com um monumento criado por Glória Corbetta. A obra, que simboliza sua batalha contra a nicotina, retrata um cigarro feito em aço pintado com um "X" vermelho, representando sua oposição ao vício, e uma gravata na ponta, uma marca registrada do médico.
Em outubro de 2013, o Conselho Federal de Medicina instituiu a Comenda Mario Rigatto de Medicina e Humanidades Médicas, em reconhecimento a seu notável trabalho ao longo dos anos, “no qual se sobressaíram o perfeito desempenho ético na profissão e o compromisso com o paciente, a sociedade e a Medicina”.
O nome Rigatto foi escolhido como epônimo para uma nova espécie de fóssil descoberto na Argentina pelo naturalista, pesquisador e professor universitário brasileiro Irajá Damiani Pinto: o Rigattoptera ornellasae, n.g.n.sp (1996).

## Vida Pessoal

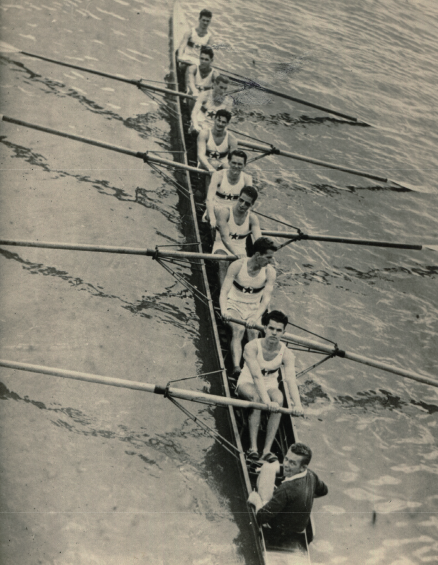
O remador nas águas do rio (1º de frente) e a carteirinha do Clube de Regatas, onde, em 1953.

Mário Rigatto contraiu matrimônio com Nair Rigatto em 27 de dezembro de 1952. Mais tarde, em 9 de outubro de 1991, em Fortaleza, ele formalizou sua união com Helena Pitombeira, marcando uma nova etapa em sua vida pessoal. Ao longo de sua vida, Rigatto teve sete filhos: Virginia, Paulo, Beatriz, Luiz, Marília, Maria Helena e Roberto.
Manteve uma vida pessoal ativa e envolvida em esportes. Desde jovem, foi um entusiasta do remo, destacando-se em competições universitárias e participando de atividades esportivas regulares, como partidas de futebol e remadas matinais. Essas atividades eram seguidas por um café tradicional com amigos, o que fazia parte de sua rotina.